# 合同庁舎
合同庁舎（ごうどうちょうしゃ）とは、日本の行政機関もしくは裁判所（国の機関）または都道府県・市町村の機関において、複数の異なる業務組織の庁舎（オフィス）を一つに集約した建築物である。国民の利便性の向上、公務の能率の増進、土地の高度利用、建築経費の節減を目的としている。
内部構造としては、ビル一つが一機関になっているわけではなく、階単位または区画単位で使い、それが何層にも重なっている。同居する機関は関係するように考えられている。

## 中央合同庁舎
中央合同庁舎（ちゅうおうごうどうちょうしゃ）とは、日本の中央省庁が集中する中央官衙地区（霞が関団地、東京都千代田区霞が関）において、土地の有効・高度利用、建設費の削減のために官庁施設の集約・合同化の為に建設された合同庁舎群である。第二次世界大戦以前は各省庁が独自の庁舎を建設していたが、大戦後の庁舎復興・改築にあたって合同庁舎方式が採られることになり、現在8つの合同庁舎が建設されている。
いずれも「中央合同庁舎第n号館」の呼称が与えられている。
中央合同庁舎の整備（設計、建設、改修）は、官公庁施設の建設等に関する法律（官公法）第10条に基づき国土交通省大臣官房官庁営繕部が担当する。また、各庁舎の管理 (維持管理・保全、小規模な修繕) は、使用する省庁のうち国有財産法第5条の2に基づきそれぞれ指定された機関が担当し、国土交通省は官公法第13条に基づきこれを指導するものとされる。
財務省・外務省・経済産業省・特許庁および本省中枢が市ヶ谷に所在する防衛省が現在も合同庁舎に入居せず、単独庁舎（特許庁は特許庁総合庁舎）となっている。なお、官公庁施設の建設等に関する法律第6条において「特に支障がない限りは、合同して建築しなければならない」とされている。
- 第1号館 - 農林水産省・林野庁・水産庁。地上8階地下1階。1954年竣工の最初の中央合同庁舎。各省庁とも第一次産業を所管している。
- 第2号館 - 総務省・消防庁・国家公安委員会・警察庁・国土交通省・運輸安全委員会・海難審判所。旧内務省庁舎を自治省（当時）・警察庁・人事院が使用していたが、老朽化に伴い1997年から2000年にかけて建替えで新築し、地上21階地下4階の超高層ビルとなった。入居しているのは、いわゆる旧内務省系の機関が多い。
- 第3号館 - 国土交通省・海上保安庁（海洋情報部を除く）・観光庁。地上11階地下2階。1963年竣工。国内最大級の免震レトロフィットが施されている。
- 第4号館 - 内閣府・内閣法制局・消費者庁・復興庁・公害等調整委員会・農林水産政策研究所・海上保安庁海洋情報部。地上12階地下2階。1971年竣工。
- 第5号館 - 厚生労働省・環境省。地上26階地下3階。1983年竣工（本館）。中央合同庁舎としては初の超高層ビル。隣接する別館（1969年竣工）はかつて東京家庭裁判所庁舎であり、現在は人事院が入居する。労働・社会福祉問題担当機関。
- 第6号館 - 法務省・最高検察庁・東京高等検察庁・東京地方検察庁・東京区検察庁・公安調査庁・出入国在留管理庁・公正取引委員会・東京家庭裁判所・東京地方裁判所。地上21階地下4階のA棟（1990年竣工）、地上20階のB・C棟（1994年竣工）、“赤れんが棟”と呼ばれる法務省旧本館の4棟に分かれている。A・B棟は司法機関が集中しているので特に“法務検察合同庁舎”の別名があり、C棟は“東京家庭・簡易裁判所合同庁舎”とも呼ばれる。法務省と検察、司法府が集まる。
- 第7号館 - 文部科学省・会計検査院・金融庁など。地上33階地下2階の東館と地上38階地下3階の西館からなる。中央合同庁舎初のPFI手法による整備で、民間活用エリアは「霞が関コモンゲート」の呼称が与えられている。
- 第8号館 - 内閣官房・内閣府（大臣官房総務課、政策統括官（防災担当））など）[5]。第7号館に続くPFI手法による整備だが、既存庁舎（現・内閣府庁舎A棟）の維持管理を含めたBTO方式での実施となった。規模は地上14階地下4階と、第7号館より小さい[6]。2014年3月竣工。

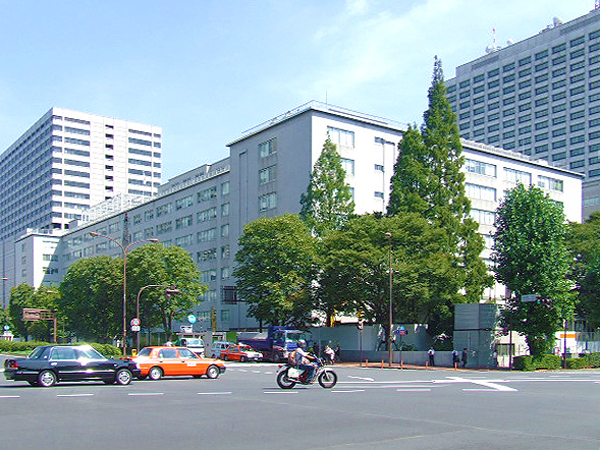
第1号館
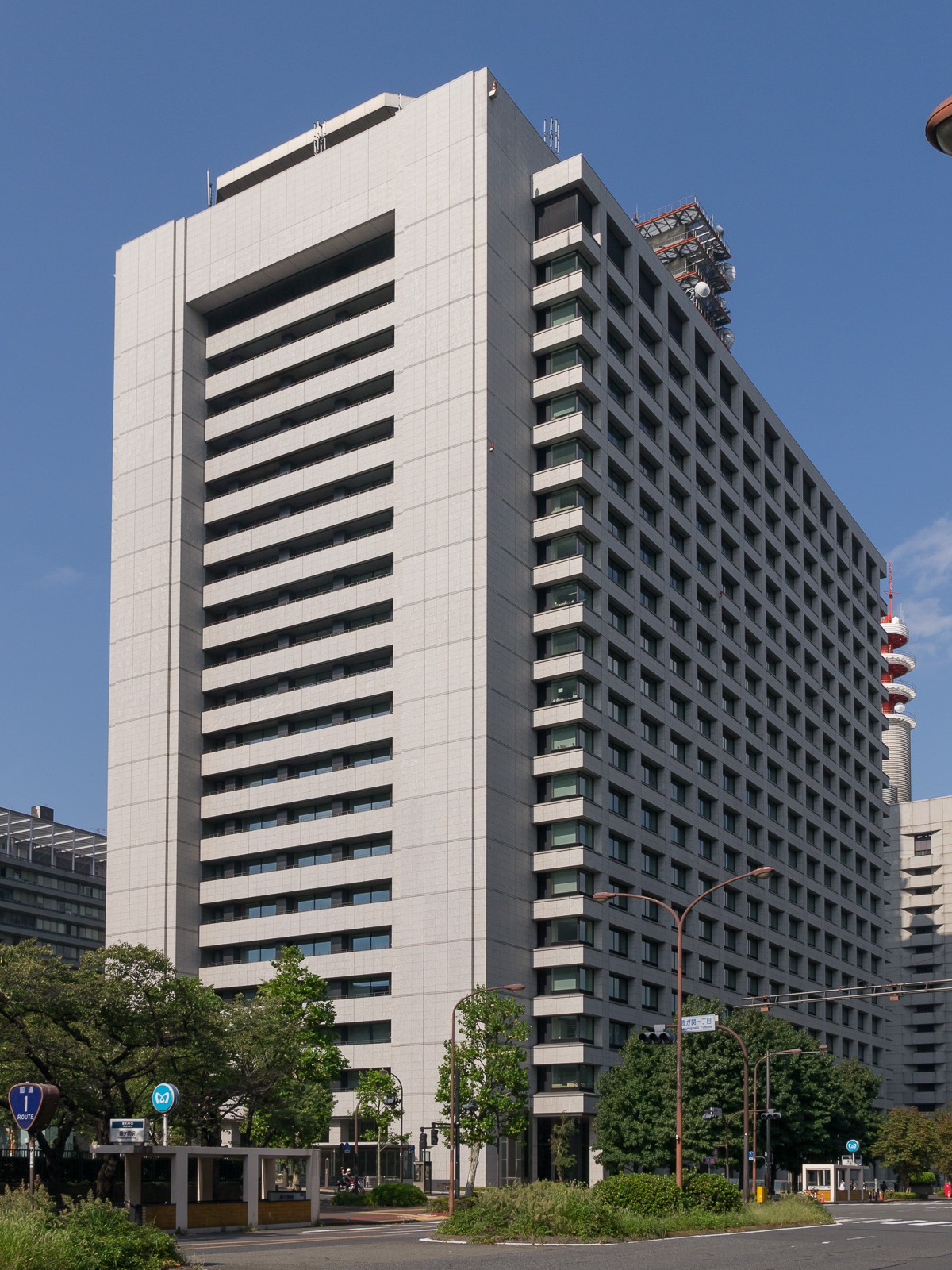
第2号館
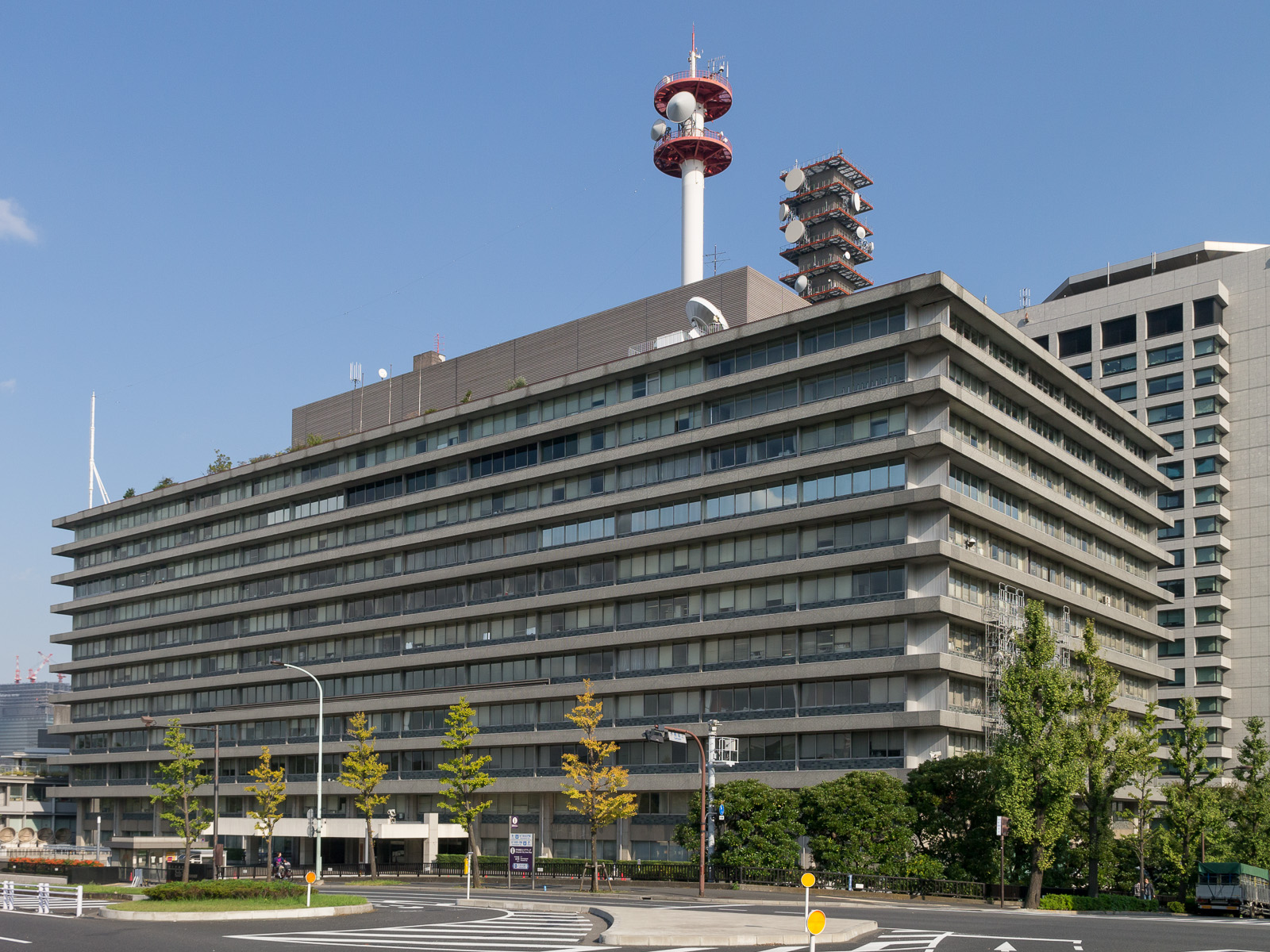
第3号館
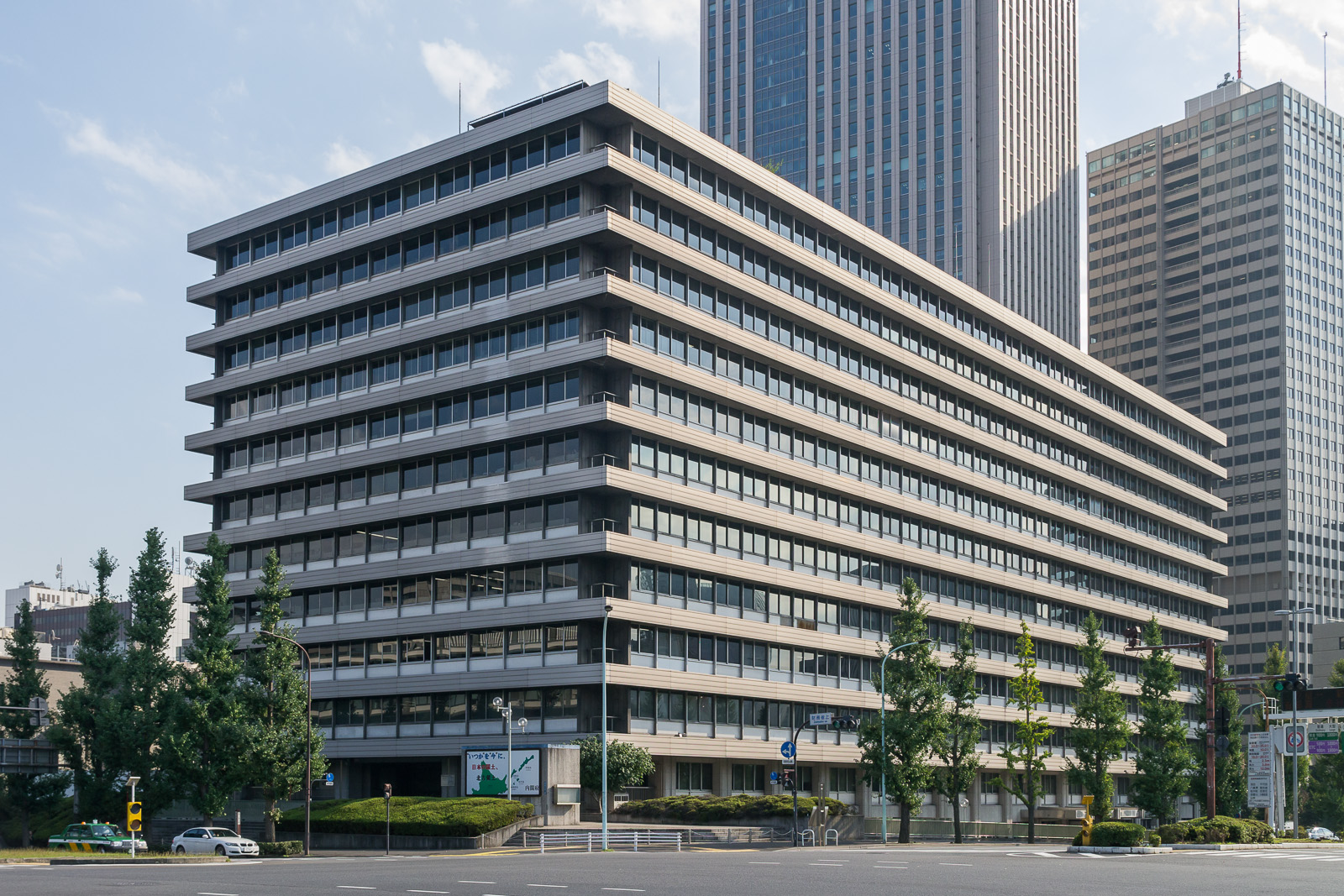
第4号館
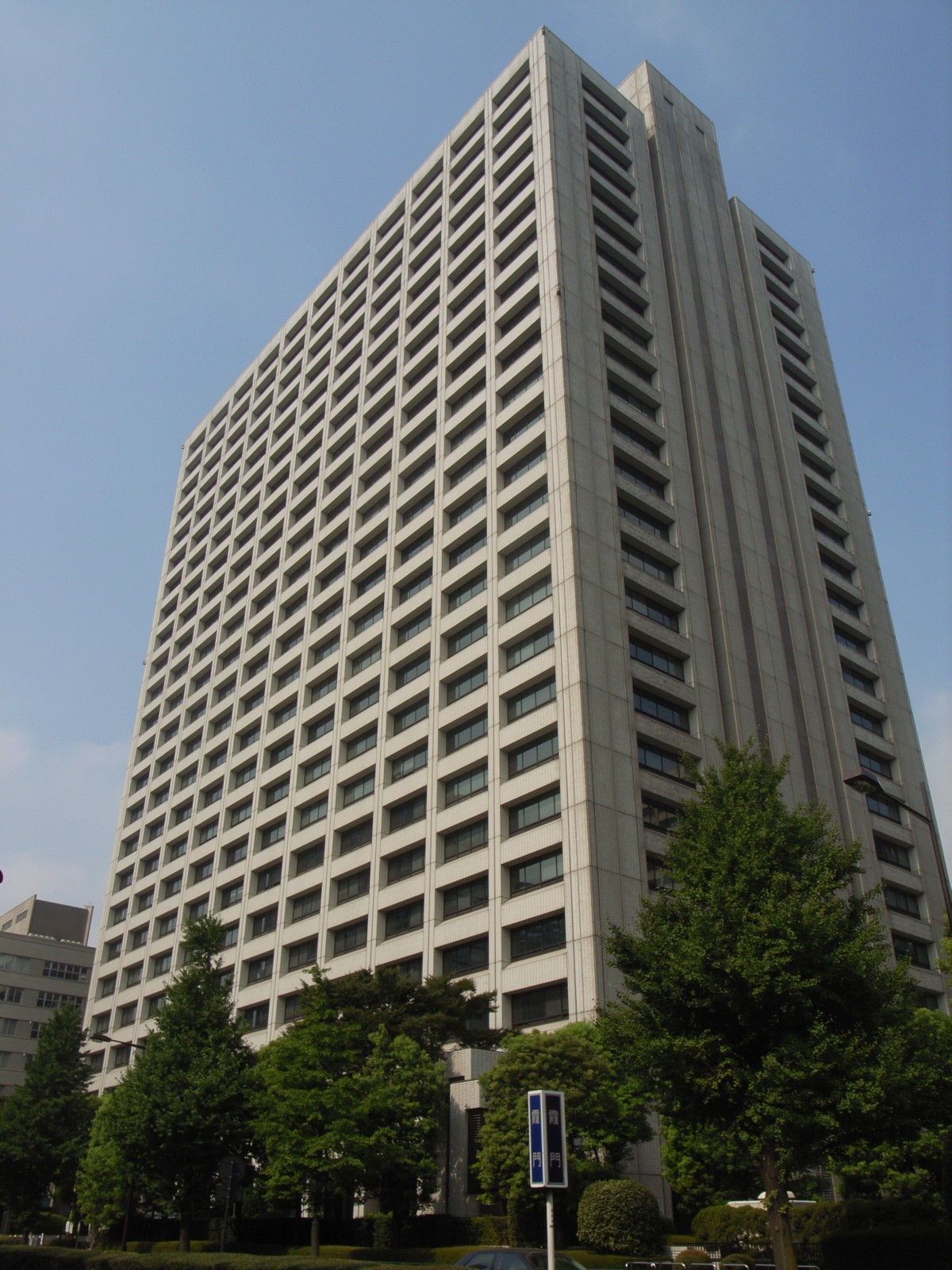
第5号館
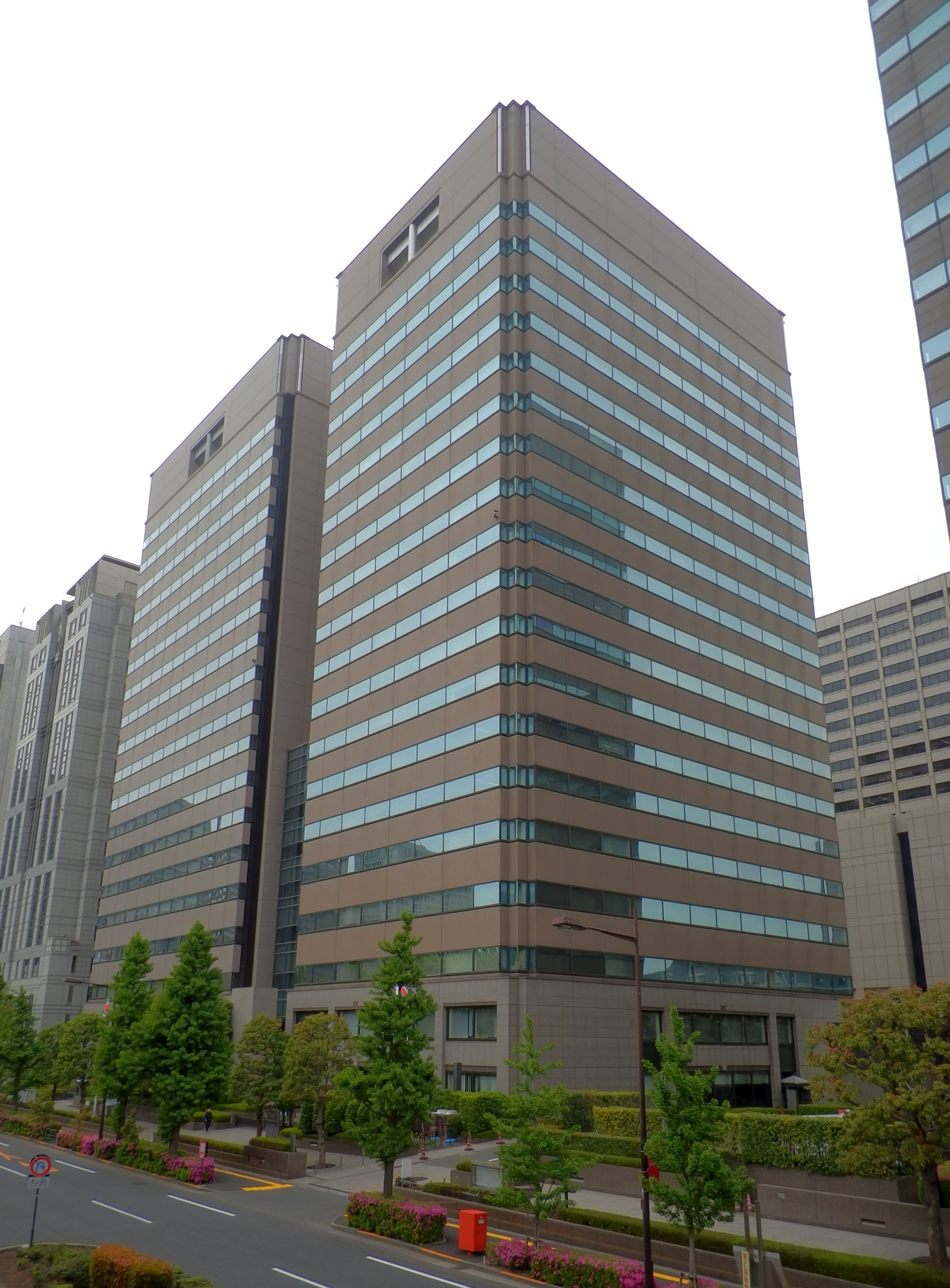
第6号館（B・C棟）
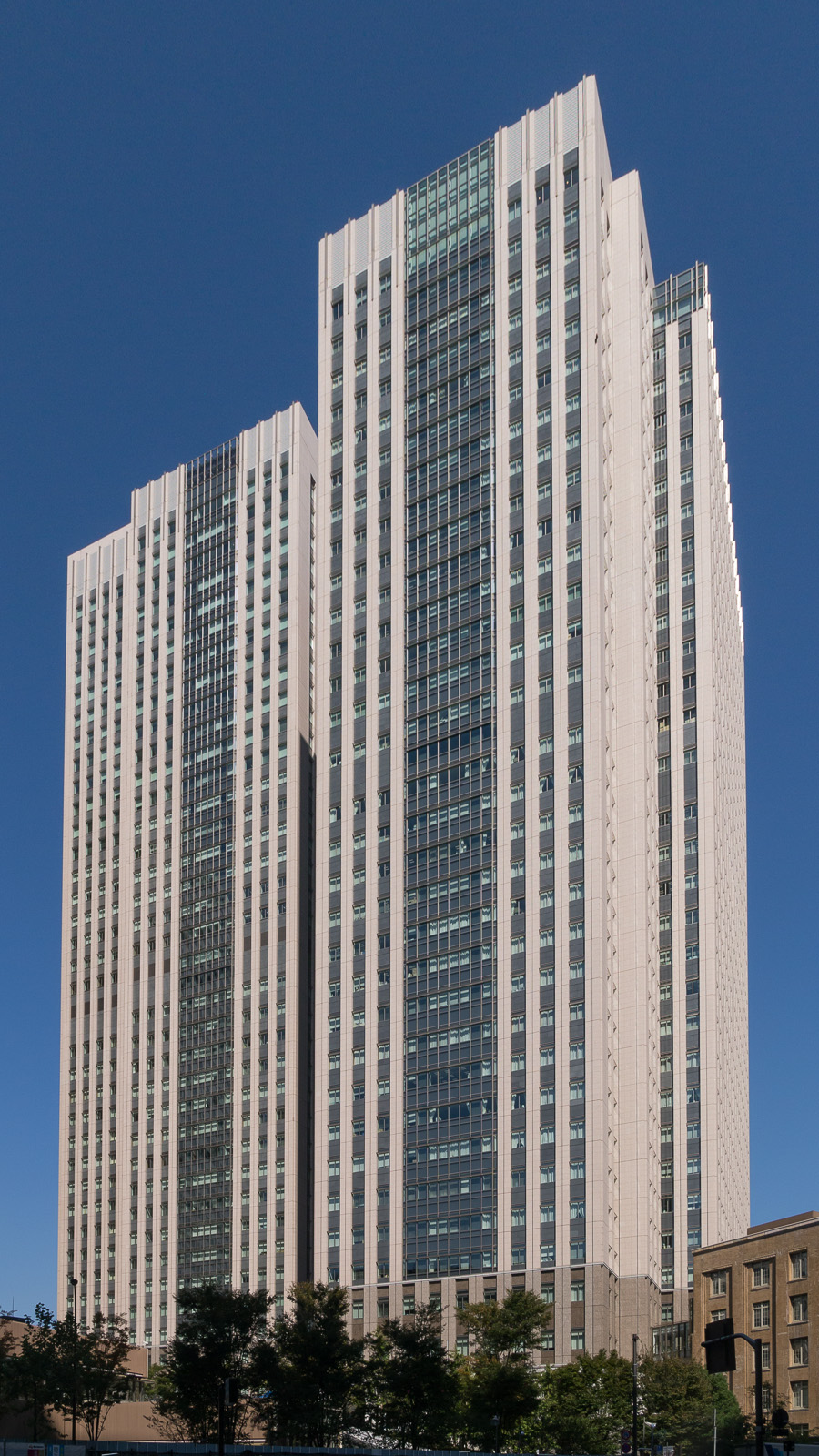
第7号館
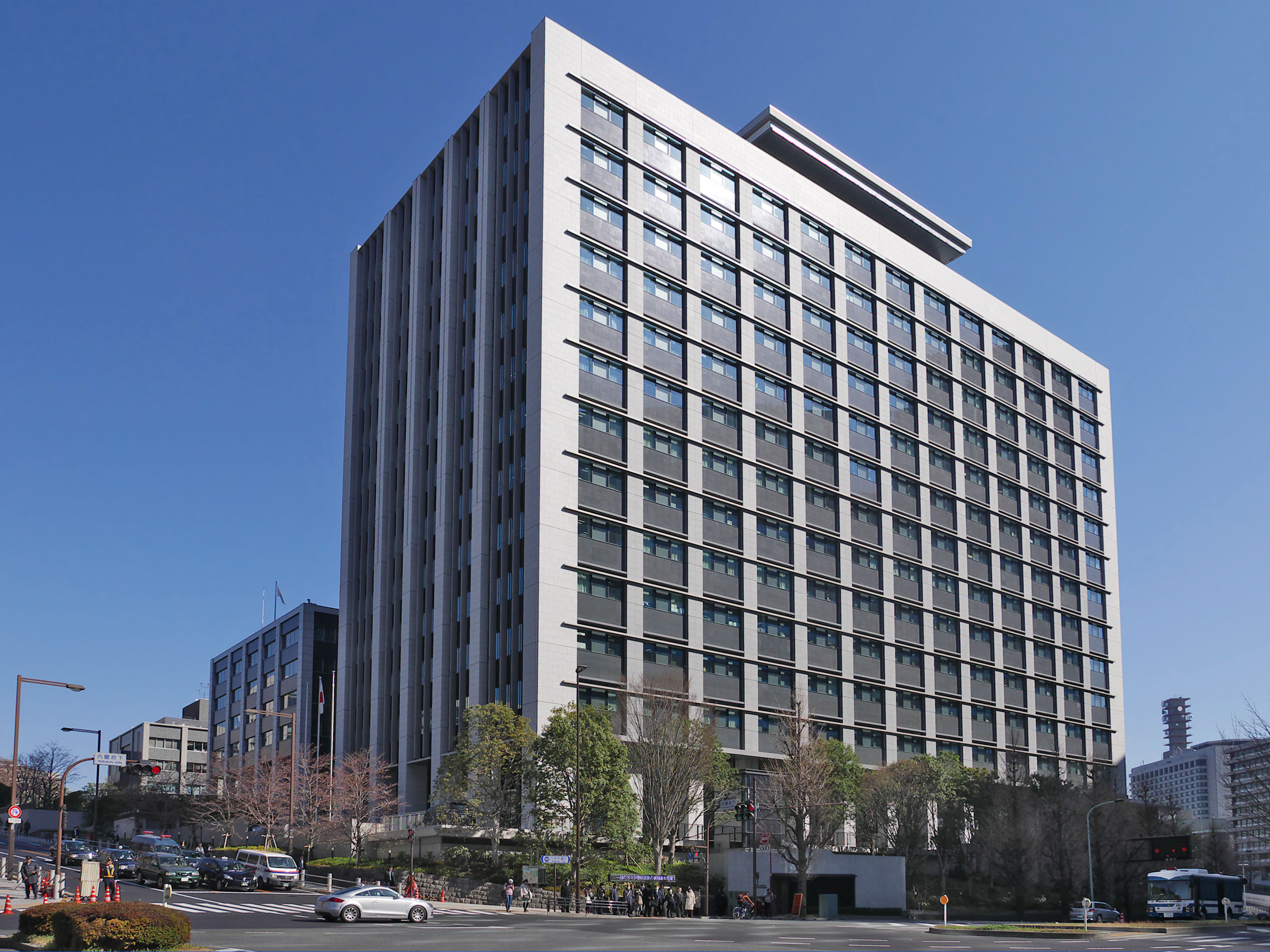
第8号館

## 地方合同庁舎
地方合同庁舎（ちほうごうどうちょうしゃ）とは、各省庁の地方支分部局を一つの庁舎に集約した建物である。各省庁とも同じ都市（都道府県庁所在地や拠点港湾都市など）に地方支分部局を設けることが多いことから、合同庁舎方式を採ることが多い。
地方合同庁舎の整備（設計、建設、改修）は、官公法第10条に基づき国土交通省地方整備局営繕部が担当する。営繕部の出先機関である「営繕事務所」も存在するが、機構再編により地方整備局本局内の営繕部に業務が集約された事務所もある。
また、各庁舎の管理（維持管理・保全、小規模な修繕）は、使用する省庁のうち国有財産法第5条の2に基づきそれぞれ指定された機関が担当し、地方整備局は官公法第13条に基づきこれを指導するものとされる。
全国の主な地方合同庁舎
- 旭川合同庁舎
- 札幌第1合同庁舎
- 前橋地方合同庁舎
- さいたま新都心合同庁舎
- 浦和地方合同庁舎
- 大手町合同庁舎
- 世田谷合同庁舎
- 横浜第二合同庁舎/よこはま新港合同庁舎
- 新潟美咲合同庁舎
- 魚津合同庁舎
- 甲府地方合同庁舎
- 浜松合同庁舎
- 岐阜合同庁舎
- 高山合同庁舎
- 中津川合同庁舎
- 恵那合同庁舎
- 郡上八幡地方合同庁舎
- 岡崎合同庁舎
- 大阪中之島合同庁舎
- 宇部地方合同庁舎
- 徳島地方合同庁舎
- 徳島第2地方合同庁舎
- 高松サンポート合同庁舎
- 大分合同庁舎
- 中津合同庁舎
- 大隅合同庁舎

## 裁判所の合同庁舎
裁判所においても、高等裁判所（本庁・支部）・地方裁判所（本庁・支部）・家庭裁判所（本庁・支部）・簡易裁判所・検察審査会が合同庁舎に入居する例が多い。司法権の独立、司法の中立性、廉潔性の確保の観点から、裁判所以外の機関との合同庁舎とはしないことが多い。下記は一例。
- 東京高等・地方・簡易裁判所合同庁舎 - 東京高等裁判所本庁・東京地方裁判所本庁・東京簡易裁判所本庁（刑事部）・東京第一〜第六検察審査会。
- 東京家庭・簡易裁判所合同庁舎（中央合同庁舎第6号館C棟） - 東京家庭裁判所本庁・東京簡易裁判所（民事部・事務部）。
- 知的財産高等裁判所・東京地方裁判所中目黒庁舎 - 知的財産高等裁判所・東京地方裁判所（知的財産権部・商事部・倒産部）。
- 大阪高等・地方・簡易裁判所合同庁舎 - 大阪高等裁判所本庁・大阪地方裁判所本庁・大阪簡易裁判所・大阪第一～第四検察審査会。
- 名古屋高等・地方裁判所合同庁舎 - 名古屋高等裁判所本庁・名古屋地方裁判所本庁・名古屋第一・第二検察審査会。
- 名古屋家庭・簡易裁判所合同庁舎 - 名古屋家庭裁判所本庁・名古屋簡易裁判所。
- 広島高等・地方・簡易裁判所合同庁舎 - 広島高等裁判所本庁・広島地方裁判所本庁・広島簡易裁判所・広島第一・第二検察審査会。
- 福岡高等・地方・簡易裁判所合同庁舎 - 福岡高等裁判所本庁・福岡地方裁判所本庁・福岡簡易裁判所・福岡第一・第二検察審査会。
- 仙台高等・地方・簡易裁判所合同庁舎 - 仙台高等裁判所本庁・仙台地方裁判所本庁・仙台簡易裁判所（刑事部）・仙台検察審査会。
- 仙台家庭簡易裁判所合同庁舎 - 仙台家庭裁判所本庁・仙台簡易裁判所（民事部）。
- 札幌高等・地方裁判所合同庁舎 - 札幌高等裁判所本庁・札幌地方裁判所本庁・札幌検察審査会。
- 札幌家裁･札幌簡裁合同庁舎 - 札幌家庭裁判所本庁・札幌簡易裁判所。
- 高松高等・地方裁判所合同庁舎 - 高松高等裁判所本庁・高松地方裁判所本庁・高松検察審査会。
- 高松家庭･簡易裁判所合同庁舎 - 高松家庭裁判所本庁・高松簡易裁判所。

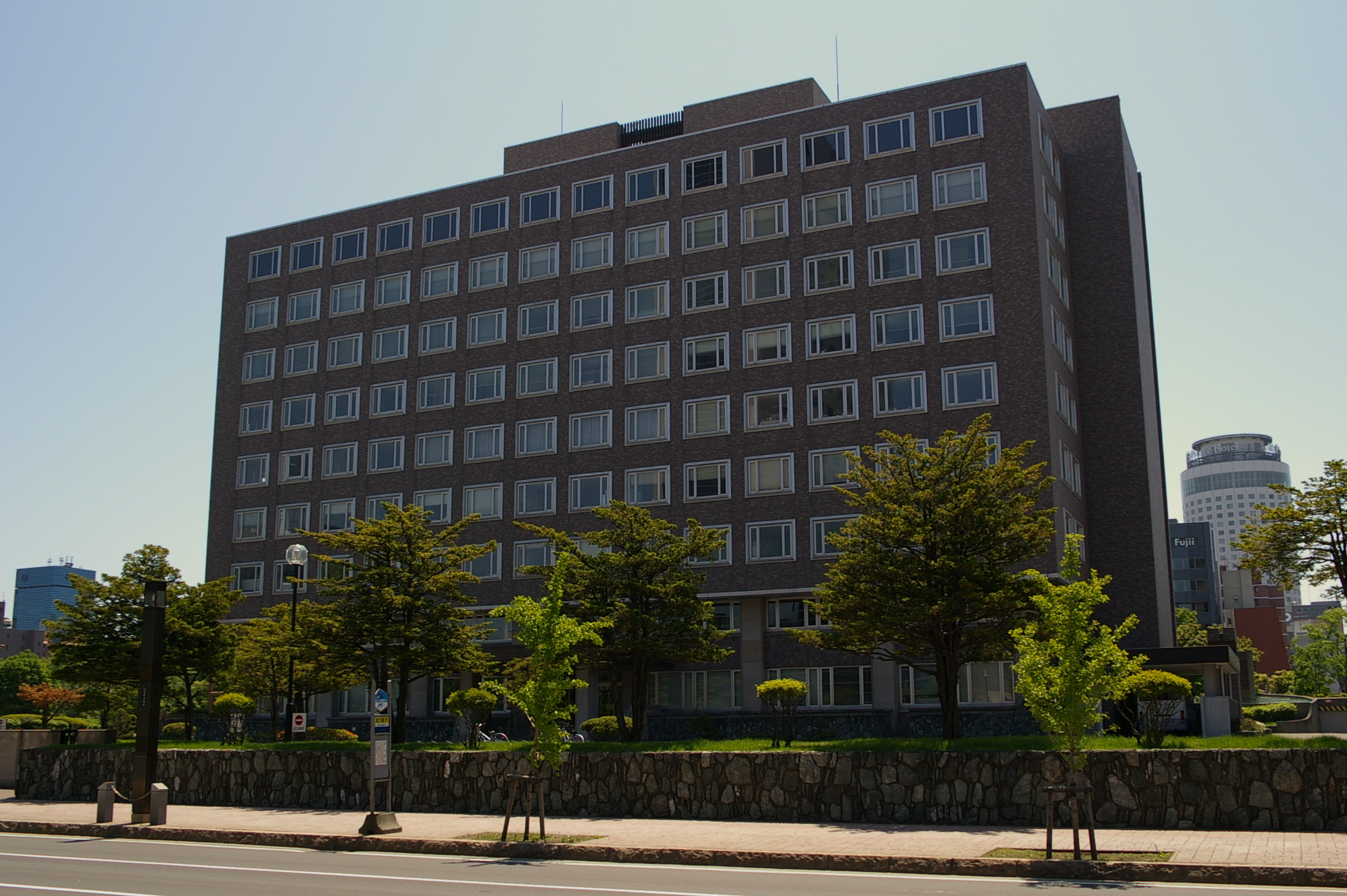
札幌高等地方裁判所合同庁舎
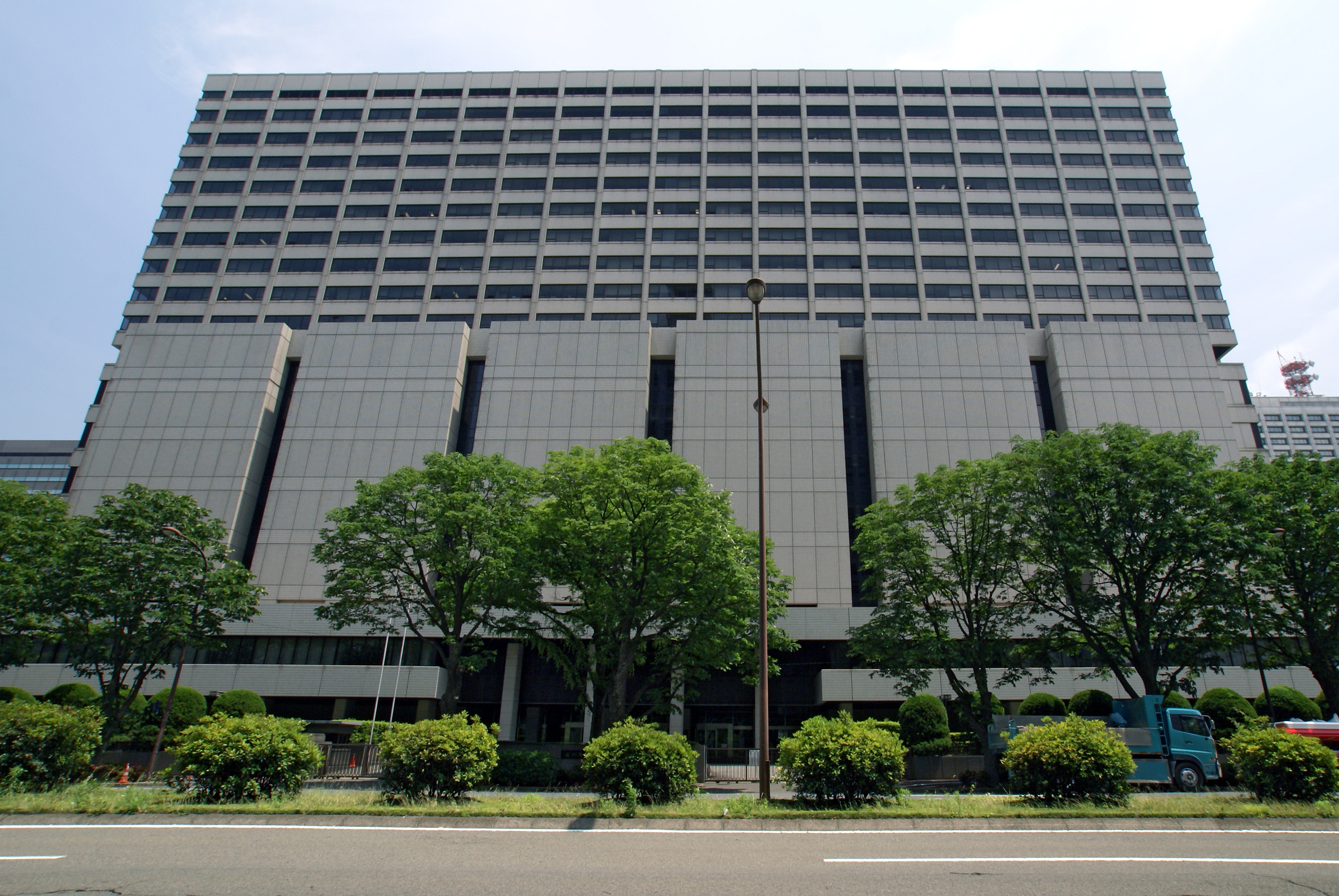
東京高等・地方・簡易裁判所合同庁舎
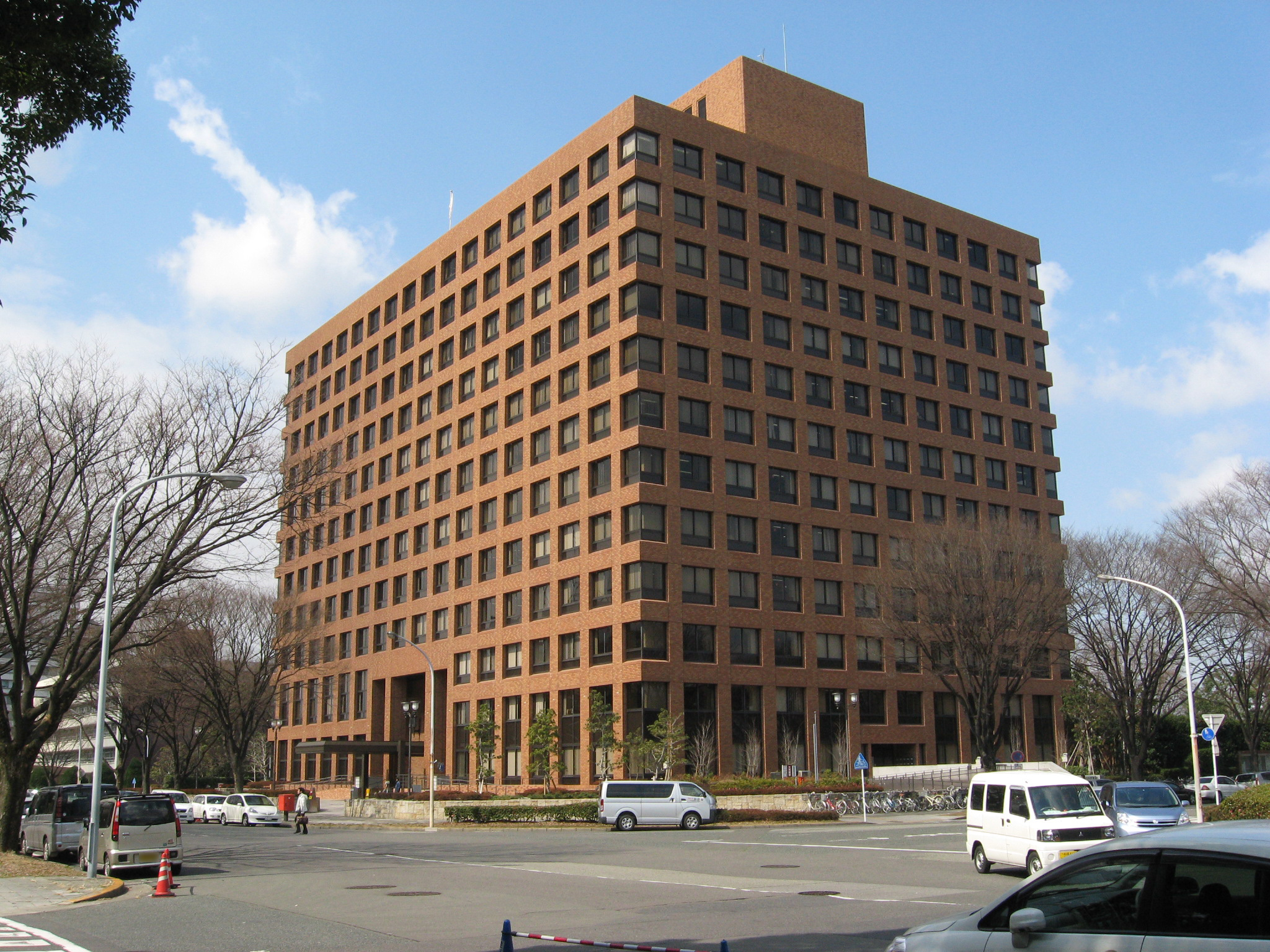
名古屋高等・地方裁判所合同庁舎
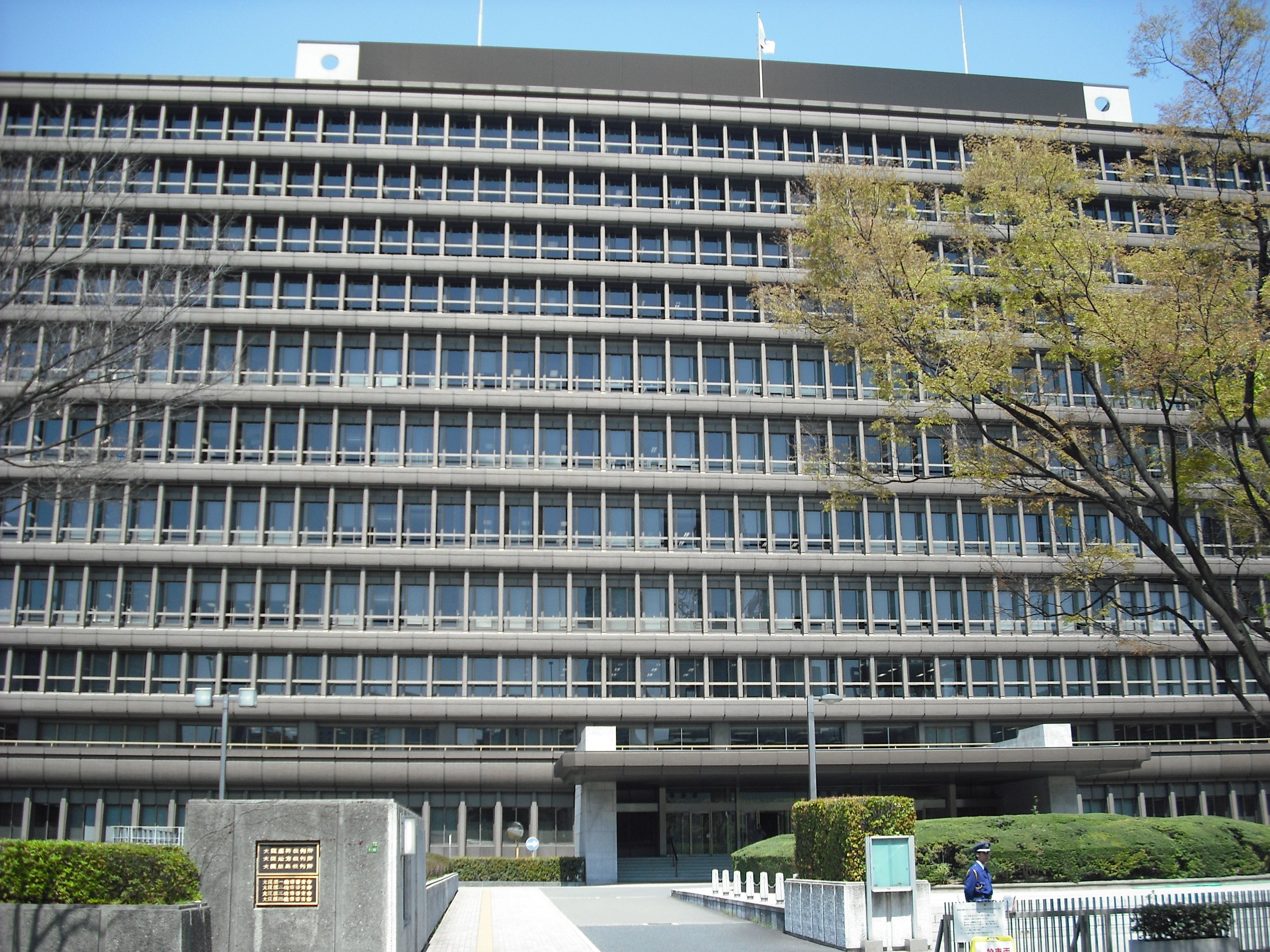
大阪高等・地方・簡易裁判所合同庁舎本館
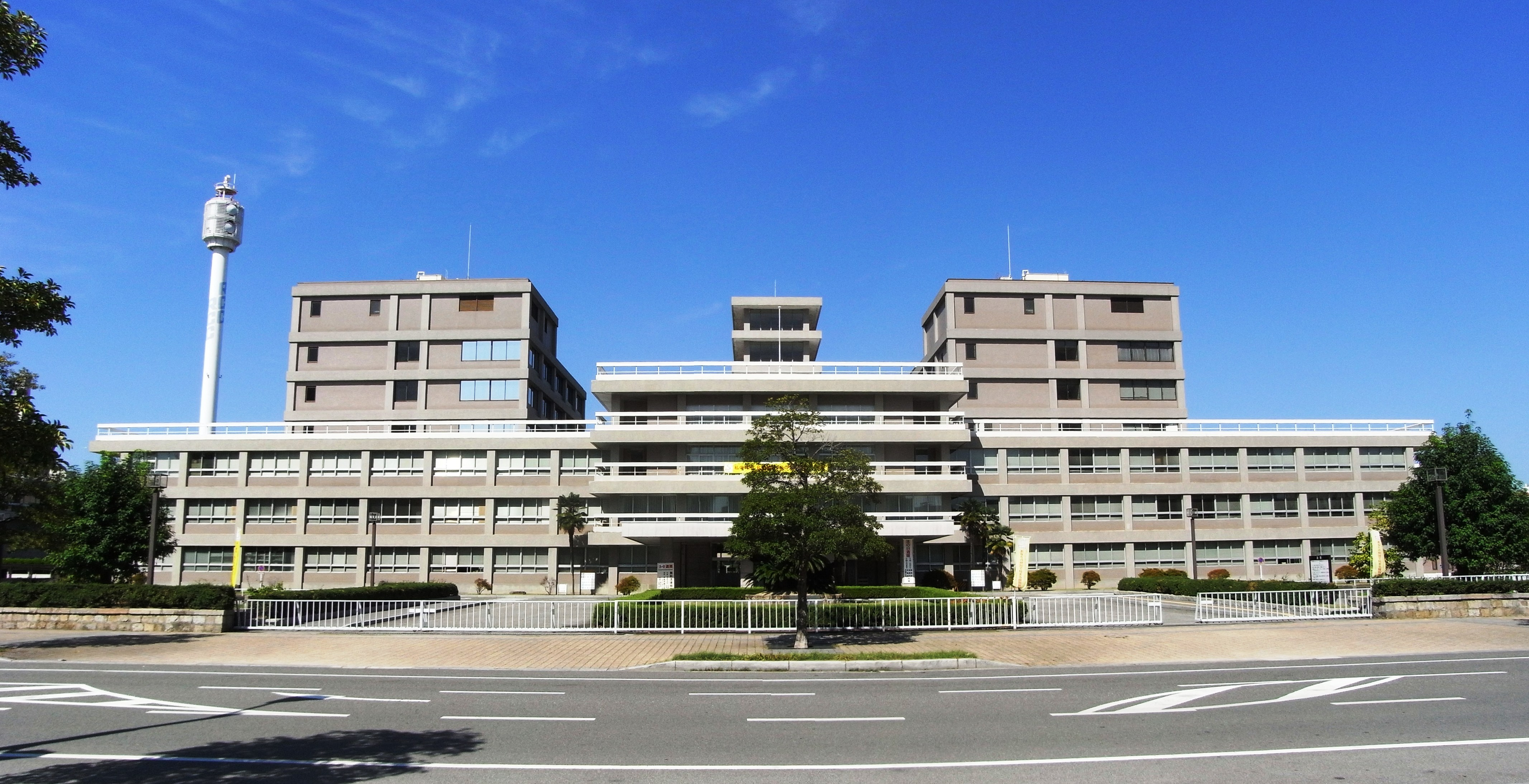
広島高等・地方・簡易裁判所合同庁舎
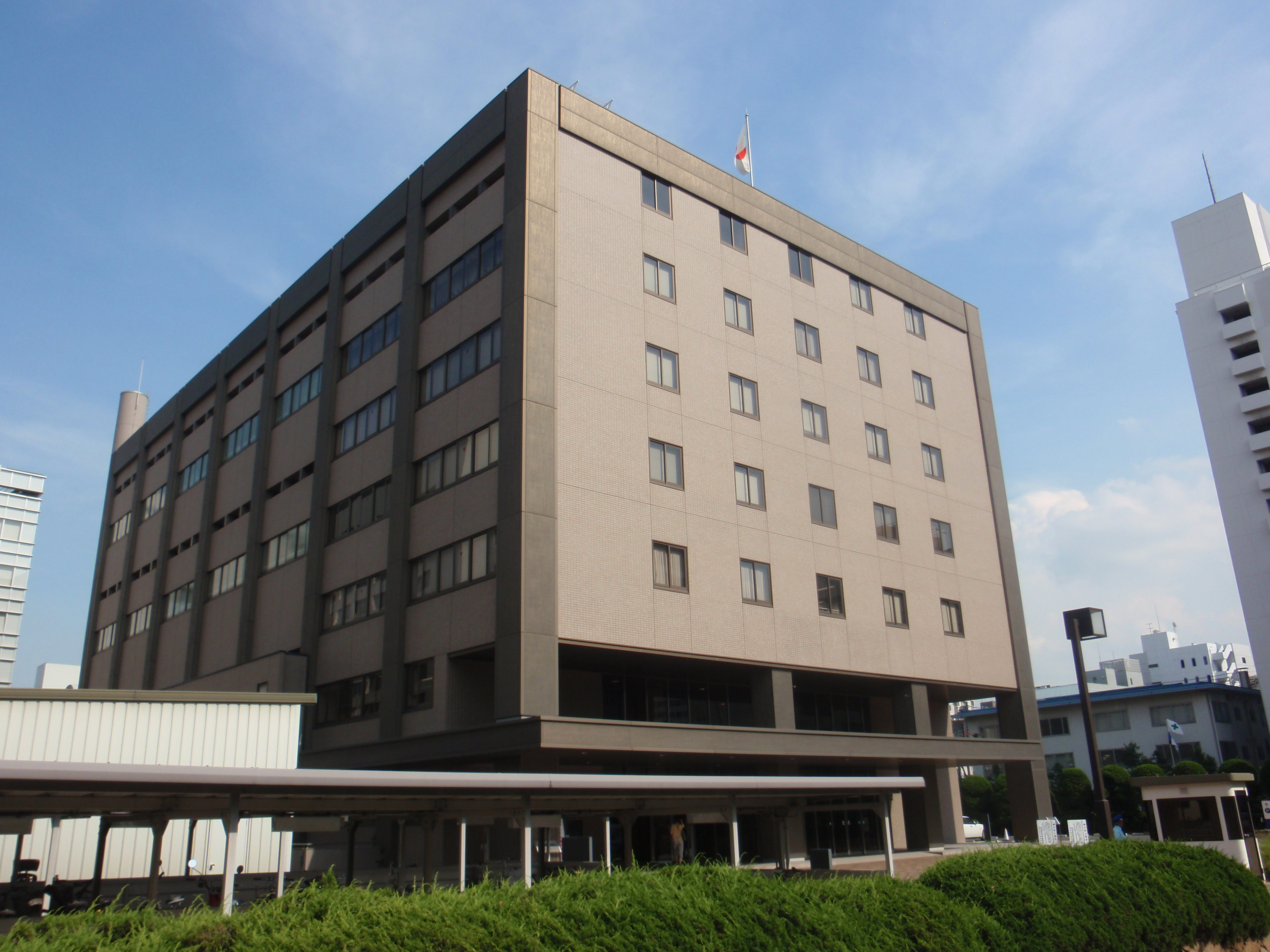
高松高等・地方裁判所合同庁舎

## 都道府県の合同庁舎
都道府県の組織においては、各部局の出先機関を一つの建物に集約し、これを「合同庁舎」（または「総合庁舎」）と称することがある。近年では出先機関自体を部局横断的組織として統合するケースも増え、「合同庁舎」とは称さなくなる事例も見られる。なお、大阪府池田市の市役所本庁と府の出先機関を統合した庁舎や兵庫県神戸市長田区の県市の出先機関を統合した庁舎を設けている所もある。

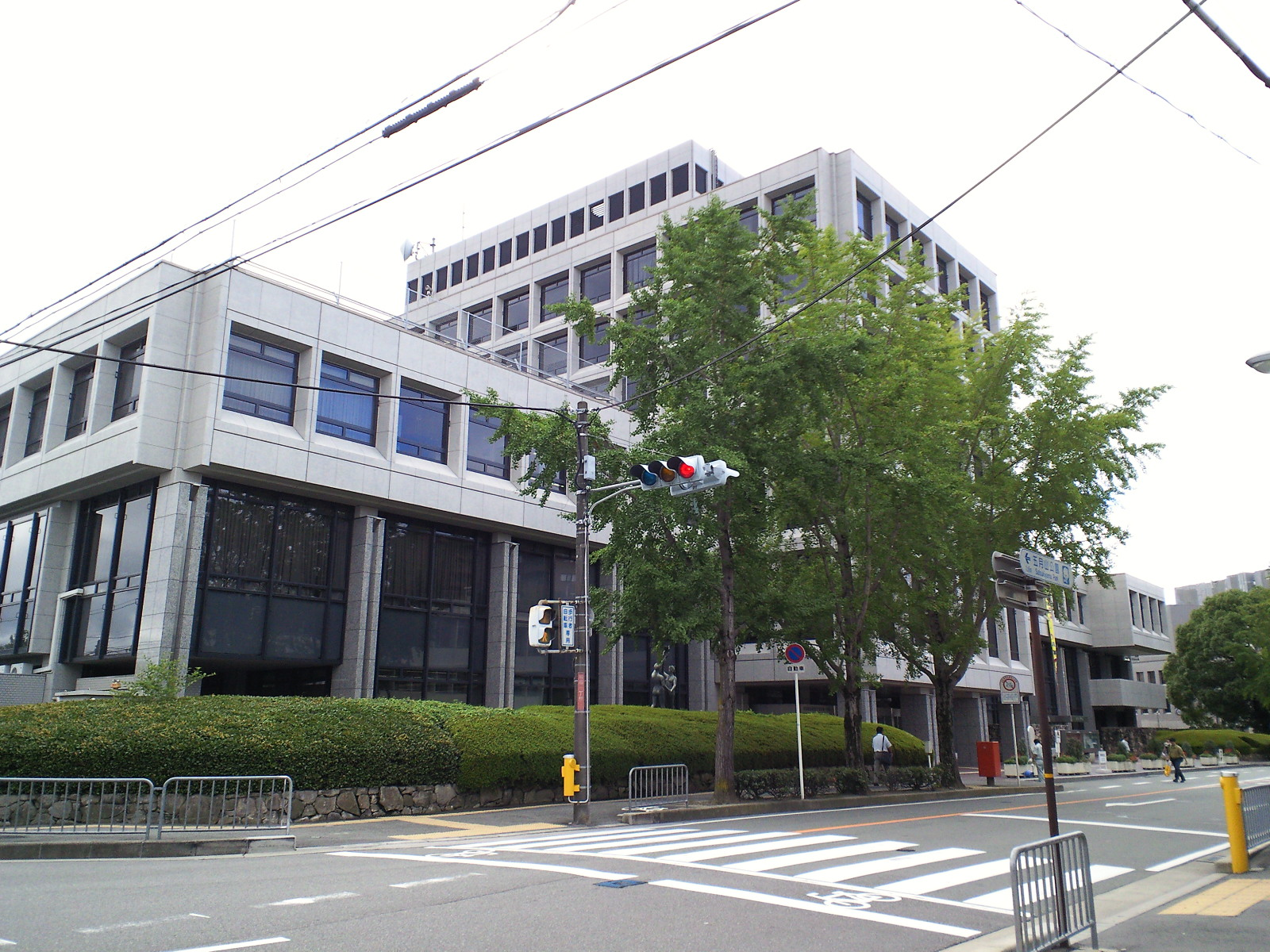
池田府市合同庁舎
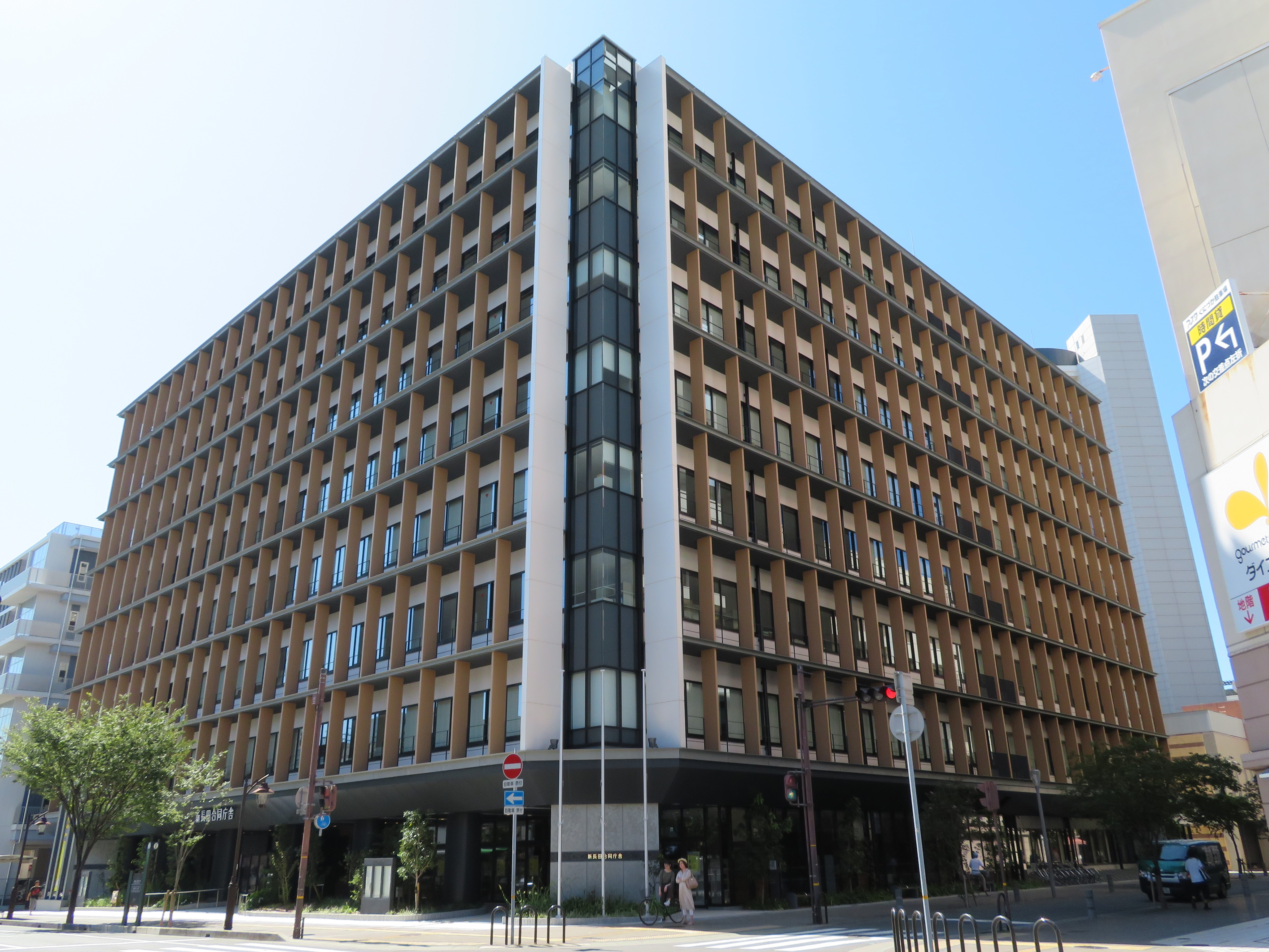
新長田合同庁舎